# Belarussischer Fußballpokal 2023/24
Der Belarussische Fußballpokal 2023/24 war die 33. Austragung des belarussischen Pokalwettbewerbs der Männer.
Titelverteidiger war FK Tarpeda-BelAS Schodsina.

## Modus
Im Gegensatz zur Liga wurde der Pokal im Herbst-Frühjahr-Rhythmus ausgetragen. Bis zum Achtelfinale wurden die Begegnungen in einem Spiel ausgetragen. Bei unentschiedenem Ausgang wurde zur Ermittlung des Siegers eine Verlängerung gespielt. Stand danach kein Sieger fest, folgte ein Elfmeterschießen. Ab dem Viertelfinale wurden die Sieger in Hin- und Rückspiel ermittelt. Die ersten drei Runden wurden nach regionalen Gesichtspunkten durchgeführt. Bis zum Achtelfinale hatten die unterklassigen Teams Heimrecht. Der Pokalsieger qualifizierte sich für die UEFA Conference League.

## Teilnehmende Teams
Insgesamt hatten sich 103 Mannschaften für den Pokalwettbewerb beworben. Drei Teams waren nicht zum Spiel angetreten; FK Hranit Mikaschewitschy (1. QR), FK Schtschutschyn (2. QR), FK Schlobin (1. Rd.).
| Wyschejschaja Liha (15) | Wyschejschaja Liha (15) | Perschaja Liha (16) | Perschaja Liha (16) |
| --- | --- | --- | --- |
| - BATE Baryssau - Belschyna Babrujsk - FK Dinamo Brest - FK Enerhetyk-BDU Minsk - FK Homel - Naftan Nawapolazk - FK Njoman Hrodna - FK Islatsch | - FK Minsk - FK Dinamo Minsk - FK Schachzjor Salihorsk - FK Slawija-Masyr - FK Sluzk - FK Smarhon - FK Tarpeda-BelAS Schodsina | - Arsenal Dsjarschynsk - FK Assipowitschy - FK Astrawez - FK Baranawitschy - FK Bumprom Homel - Dnjapro Mahiljou - FK Nywa Dolbizno - FK Lokomotiv Homel | - FK Lida - FK Maladsetschna-2018 - FK Maxline Wizebsk - FK Orscha - FK Schodsina-Juschnoje - FK Slonim-2017 - FK Wizebsk - FK Wolna Pinsk |
| Druhaja Liha (68) | | | |
| - Agro-Pelischtsche Kamjanez - FSK Aschmjany - RFSK Astrawez - FK Atlant Kobryn - FK Berasino - FK Bobownja - DJuSSch-4 Maladsetschna - SDJuSchOR-3 BFSO Dinamo Minsk - FK Drahitschyn - FK Dsjatlawa - FK Enerhetyk-BDATU Minsk - Format Pagranitschnaja - Fakel Nawahrudak - FK Falko Tscharkassy - FK Gasawik Wizebsk - Haradozkija Lwy - FK Mikaschewitschy - FK Horki | - FSK Hrodnenski Skidsel - Iput DJuSSCH Dobrusch - FK Iwanawa - FK Iwazewitschy - Jedinstwo Dsjarschynsk - FK Klezk - FK Kretschat Bjarosa - FK Kronan Stoubzy - FK Krumkatschy Minsk - FK Krupki-DRBU-164 - FK Kolas Tscherwen - FK Lepel - FK Lida-2 - Ljachawitschkij Volat - FK Ljashas Homel - FK Luninez - FK Masty - MNPS Masyr | - BDU Minsk - FK Mjory - Nadseja Baranawitschy - Nywa Talatschyn - Nywa Tschawussy - Njoman Belcard Hrodna - Nowaja Pripjat Alschany - Partizan Salihorsk - FK Pastawy - FK Polazk-2019 - FK Pruschany - Sarja Kruhlaje - FK Schlobin - FK Schtschutschyn - SDJuSchor-3 BFSO Dinamo Minsk - Shanghai Sluzk - FK Sjanno - Sjerabranka-VOLAT Minsk | - FK Slonim City - FK Smarhon-2 - Smena Waukawysk - Spartak Schklou - FK Stanles Pinsk - FK Swetlahorsk - FK Swislatsch - Tsentr Futbola Brest - FK Tschajka Selwa - Tarpeda Babrujsk - FK Tarpeda Minsk - Traktor Minsk - FK Uni Minsk - FSK Uradschajnaja - Wertikal Kalinkawitschy - Wiktorija Marjina Horka - FK Wilija Wilejka |
| Amatarskaja Liha (1) | | | |
| Technolog BGUT Mahiljou | | | |

## 1. Vorrunde
Teilnehmer waren 18 Drittligisten.
Die Auslosung fand am 19. April 2023 statt. Die Paarungen wurden auf die vier Regionen verteilt.
| Datum                    |                                  | Ergebnis |                                     |
| ------------------------ | -------------------------------- | -------- | ----------------------------------- |
| 00000000000Region Brest  |                                  |          |                                     |
| 30.04.2023               | Agro-Pelischtsche Kamjanez (III) | 4:2      | FK Pruschany (III)                  |
| 30.04.2023               | Ljachawitschkij Volat (III)      | 00:17    | Tsentr Futbola Brest (III)          |
| 01.05.2023               | Format Pogranitschnaja (III)     | 03:0 1   | FK Mikaschewitschy (III)            |
| 00000000000Region Hrodna |                                  |          |                                     |
| 30.04.2023               | RFSK Astrawez (III)              | 1:2      | FK Lida-2 (III)                     |
| 01.05.2023               | FK Smarhon-2 (III)               | 5:1      | FSK Aschmjany (III)                 |
| 00000000000Region Minsk  |                                  |          |                                     |
| 30.04.2023               | DJuSSch-4 Maladsetschna (III)    | 15:00    | FK Wilija Wilejka (III)             |
| 30.04.2023               | FK Krupki-DRBU-164 (III)         | 0:6      | FK Kolas Tscherwen (III)            |
| 01.05.2023               | FK Falko Tscharkassy (III)       | 2:3      | FK Kronan Stoubzy (III)             |
| 00000000000Minsk         |                                  |          |                                     |
| 01.05.2023               | Sjerabranka-VOLAT Minsk (III)    | 0:3      | SDJuSchor-3 BFSO Dinamo Minsk (III) |

## 2. Vorrunde
Teilnehmer: Die 9 Sieger der 1. Vorrunde und weitere 49 Drittligisten. Die Paarungen wurden nach Regionen bestimmt.
| Datum                      |                                | Ergebnis              |                                     |
| -------------------------- | ------------------------------ | --------------------- | ----------------------------------- |
| 00000000000Region Brest    |                                |                       |                                     |
| 13.05.2023                 | Tsentr Futbola Brest (III)     | 2:2 n. V. (3:4 i. E.) | Format Pogranitschnaja (III)        |
| 13.05.2023                 | FK Drahitschyn (III)           | 1:1 n. V. (2:4 i. E.) | Nadseja Baranawitschy (III)         |
| 14.05.2023                 | Nowaja Pripjat Alschany (III)  | 3:2                   | FK Stanles Pinsk (III)              |
| 14.05.2023                 | FK Iwanawa (III)               | 1:0                   | Agro-Pelischtsche Kamjanez (III)    |
| 14.05.2023                 | FK Kretschat Bjarosa (III)     | 0:1                   | FK Iwazewitschy (III)               |
| 14.05.2023                 | FK Luninez (III)               | 0:2                   | FK Atlant Kobryn (III)              |
| 00000000000Region Wizebsk  |                                |                       |                                     |
| 30.04.2023                 | FK Polazk-2019 (III)           | 1:2                   | FK Gasawik Wizebsk (III)            |
| 30.04.2023                 | FK Lepel (III)                 | 0:7                   | FK Mjory (III)                      |
| 30.04.2023                 | FK Sjanno (III)                | 3:1                   | Nywa Talatschyn (III)               |
| 30.04.2023                 | FK Pastawy (III)               | 0:4                   | Haradozkija Lwy (III)               |
| 00000000000Gebiet Homel    |                                |                       |                                     |
| 30.04.2023                 | Iput DJuSSCH Dobrusch (III)    | 2:6                   | Wertikal Kalinkawitschy (III)       |
| 01.05.2023                 | FK Swetlahorsk (III)           | 1:4                   | FK Ljashas Homel (III)              |
| 00000000000Region Hrodna   |                                |                       |                                     |
| 14.05.2023                 | FK Dsjatlawa (III)             | 1:4                   | FK Slonim City (III)                |
| 14.05.2023                 | FK Lida-2 (III)                | 03:0 1                | FK Schtschutschyn (III)             |
| 14.05.2023                 | FK Smarhon-2 (III)             | 3:1                   | FSK Hrodnenski Skidsel (III)        |
| 14.05.2023                 | FK Masty (III)                 | 4:0                   | FK Tschajka Selwa (III)             |
| 14.05.2023                 | Smena Waukawysk (III)          | 0:1                   | Fakel Nawahrudak (III)              |
| 14.05.2023                 | Njoman Belcard Hrodna (III)    | 3:0                   | FK Swislatsch (III)                 |
| 00000000000Region Mahiljou |                                |                       |                                     |
| 30.04.2023                 | Tarpeda Babrujsk (III)         | 4:0                   | Sarja Kruhlaje (III)                |
| 01.05.2023                 | Spartak Schklou (III)          | 2:1                   | Nywa Tschawussy (III)               |
| 00000000000Gebiet Minsk    |                                |                       |                                     |
| 14.05.2023                 | FK Berasino (III)              | 01:11                 | Partizan Salihorsk (III)            |
| 14.05.2023                 | FK Klezk (III)                 | 2:5                   | Wiktorija Marjina Horka (III)       |
| 14.05.2023                 | FK Bobownja (III)              | 0:1                   | FK Kolas Tscherwen (III)            |
| 14.05.2023                 | Shanghai Sluzk (III)           | 0:7                   | FK Kronan Stoubzy (III)             |
| 14.05.2023                 | DJuSSch-4 Maladsetschna (III)  | 1:0                   | Staryja Darohi (III)                |
| 00000000000Minsk           |                                |                       |                                     |
| 06.05.2023                 | FK Enerhetyk-BDATU Minsk (III) | 0:2                   | SDJuSchOR-3 BFSO Dinamo Minsk (III) |
| 06.05.2023                 | BDU Minsk (III)                | 4:2                   | FK Tarpeda Minsk (III)              |
| 06.05.2023                 | FSK Uradschajnaja (III)        | 1:1 n. V. (6:5 i. E.) | FK Krumkatschy Minsk (III)          |
| 06.05.2023                 | FK Uni Minsk (III)             | 1:1 n. V. (3:5 i. E.) | FK Tarpeda Minsk (III)              |

## 1. Runde
Teilnehmer waren die 29 Sieger der zweiten Vorrunde, vier weitere Drittligisten und mit Technolog BGUT Mahiljou ein Amateurteam. Die Paarungen wurden nach Regionen bestimmt.
| Datum                      |                                     | Ergebnis              |                               |
| -------------------------- | ----------------------------------- | --------------------- | ----------------------------- |
| 00000000000Region Brest    |                                     |                       |                               |
| 20.05.2023                 | FK Iwanawa (III)                    | 0:2                   | FK Atlant Kobryn (III)        |
| 21.05.2023                 | Nadseja Baranawitschy (III)         | 1:5                   | Nowaja Pripjat Alschany (III) |
| 21.05.2023                 | FK Iwazewitschy (III)               | 4:2 n. V.             | Format Pagranitschnaja (III)  |
| 00000000000Region Wizebsk  |                                     |                       |                               |
| 14.05.2023                 | FK Mjory (III)                      | 3:1                   | Haradozkija Lwy (III)         |
| 14.05.2023                 | FK Sjanno (III)                     | 0:3                   | FK Gasawik Wizebsk (III)      |
| 00000000000Gebiet Homel    |                                     |                       |                               |
| 30.04.2023                 | Wertikal Kalinkawitschy (III)       | 0:4                   | FK Ljashas Homel (III)        |
| 14.05.2023                 | MNPS Masyr (III)                    | 03:0 1                | FK Schlobin (III)             |
| 00000000000Region Hrodna   |                                     |                       |                               |
| 20.05.2023                 | Fakel Nawahrudak (III)              | 1:1 n. V. (4:1 i. E.) | FK Slonim City (III)          |
| 20.05.2023                 | FK Smarhon-2 (III)                  | 8:1                   | FK Lida-2 (III)               |
| 20.05.2023                 | FK Masty (III)                      | 4:3                   | Njoman Belcard Hrodna (III)   |
| 00000000000Region Mahiljou |                                     |                       |                               |
| 20.05.2023                 | FK Horki (III)                      | 3:1                   | Technolog BGUT Mahiljou (IV)  |
| 20.05.2023                 | Tarpeda Babrujsk (III)              | 1:1 n. V. (4:3 i. E.) | Spartak Schklou (III)         |
| 00000000000Gebiet Minsk    |                                     |                       |                               |
| 20.05.2023                 | Wiktorija Marjina Horka (III)       | 1:1 n. V. (8:7 i. E.) | FK Kolas Tscherwen (III)      |
| 20.05.2023                 | Jedinstwo Dsjarschynsk (III)        | 2:0                   | FK Kronan Stoubzy (III)       |
| 21.05.2023                 | Partizan Salihorsk (III)            | 7:0                   | DJuSSch-4 Maladsetschna (III) |
| 00000000000Minsk           |                                     |                       |                               |
| 14.05.2023                 | FSK Uradschajnaja (III)             | 3:0                   | BDU Minsk (III)               |
| 15.05.2023                 | SDJuSchOR-3 BFSO Dinamo Minsk (III) | 1:5                   | Traktor Minsk (III)           |

## 2. Runde
Teilnehmer: Die 17 Sieger der ersten Runde hatten gegen die 15 Klubs der zweitklassigen Perschaja Liha Heimrecht. Um ein Gleichgewicht herzustellen, wanderte Tarpeda Babrujsk in den Auslosungstopf zu den Gewinnern der 1. Runde. Zweitligist Schachzjor Petrykau nahm nicht teil, während Arsenal Dsjarschynsk erst in der 3. Runde einstieg.
| Datum      |                               | Ergebnis              |                             |
| ---------- | ----------------------------- | --------------------- | --------------------------- |
| 24.05.2023 | Nowaja Pripjat Alschany (III) | 02:11                 | FK Maxline Wizebsk (II)     |
| 30.05.2023 | Wiktorija Marjina Horka (III) | 0:1                   | FK Lida (II)                |
| 31.05.2023 | FK Mjory (III)                | 3:0                   | Tarpeda Babrujsk (III)      |
| 31.05.2023 | Jedinstwo Dsjarschynsk (III)  | 0:6                   | FK Wolna Pinsk (II)         |
| 31.05.2023 | FK Iwazewitschy (III)         | 3:0                   | FK Orscha (II)              |
| 31.05.2023 | FK Masty (III)                | 0:5                   | Dnjapro Mahiljou (II)       |
| 31.05.2023 | FK Atlant Kobryn (III)        | 0:4                   | FK Baranawitschy (II)       |
| 31.05.2023 | FSK Uradschajnaja (III)       | 0:6                   | FK Nywa Dolbizno (II)       |
| 31.05.2023 | Fakel Nawahrudak (III)        | 1:4                   | FK Assipowitschy (II)       |
| 31.05.2023 | Traktor Minsk (III)           | 1:2                   | FK Slonim-2017 (II)         |
| 31.05.2023 | FK Gasawik Wizebsk (III)      | 1:3                   | FK Wizebsk (II)             |
| 31.05.2023 | MNPS Masyr (III)              | 1:4 n. V.             | FK Bumprom Homel (II)       |
| 31.05.2023 | FK Smarhon-2 (III)            | 00:11                 | FK Lokomotiv Homel (II)     |
| 31.05.2023 | Partizan Salihorsk (III)      | 0:0 n. V. (4:5 i. E.) | FK Maladsetschna-2018 (II)  |
| 31.05.2023 | FK Horki (III)                | 0:1                   | FK Astrawez (II)            |
| 01.06.2023 | FK Ljashas Homel (III)        | 1:2                   | FK Schodsina-Juschnoje (II) |

## 3. Runde
Teilnehmer: Die 16 Sieger der zweiten Runde, alle 15 Erstligisten und Zweitligist Arsenal Dsjarschynsk, der in den Auslosungstopf der Erstligisten ging.
| Datum      |                             | Ergebnis              |                                |
| ---------- | --------------------------- | --------------------- | ------------------------------ |
| 28.06.2023 | FK Mjory (III)              | 00:13                 | BATE Baryssau (I)              |
| 28.06.2023 | FK Baranawitschy (II)       | 0:2                   | FK Njoman Hrodna (I)           |
| 28.06.2023 | FK Lida (II)                | 1:3                   | FK Tarpeda-BelAS Schodsina (I) |
| 28.06.2023 | FK Schodsina-Juschnoje (II) | 0:2                   | FK Dinamo Minsk (I)            |
| 21.07.2023 | FK Maladsetschna-2018 (II)  | 0:1 n. V.             | FK Minsk (I)                   |
| 21.07.2023 | FK Iwazewitschy (III)       | 1:6                   | FK Schachzjor Salihorsk (I)    |
| 21.07.2023 | FK Wizebsk (II)             | 1:0                   | FK Enerhetyk-BDU Minsk (I)     |
| 22.07.2023 | FK Nywa Dolbizno (II)       | 3:2                   | Naftan Nawapolazk (I)          |
| 22.07.2023 | FK Slonim-2017 (II)         | 1:2                   | FK Slawija-Masyr (I)           |
| 22.07.2023 | FK Wolna Pinsk (II)         | 0:1                   | FK Sluzk (I)                   |
| 22.07.2023 | FK Bumprom Homel (II)       | 0:2                   | FK Dinamo Brest (I)            |
| 22.07.2023 | FK Astrawez (II)            | 2:0                   | FK Smarhon (I)                 |
| 23.07.2023 | FK Lokomotiv Homel (II)     | 2:2 n. V. (2:4 i. E.) | Arsenal Dsjarschynsk (II)      |
| 23.07.2023 | FK Assipowitschy (II)       | 1:0                   | FK Homel (I)                   |
| 23.07.2023 | Dnjapro Mahiljou (II)       | 3:1                   | Belschyna Babrujsk (I)         |
| 23.07.2023 | FK Maxline Wizebsk (II)     | 1:0                   | FK Islatsch (I)                |

## Achtelfinale
| Datum      |                             | Ergebnis |                                |
| ---------- | --------------------------- | -------- | ------------------------------ |
| 28.07.2023 | FK Minsk (I)                | 2:0      | Dnjapro Mahiljou (II)          |
| 28.07.2023 | FK Dinamo Minsk (I)         | 9:0      | FK Assipowitschy (II)          |
| 29.07.2023 | FK Islatsch (I)             | 1:0      | Arsenal Dsjarschynsk (II)      |
| 29.07.2023 | FK Schachzjor Salihorsk (I) | 2:1      | FK Dinamo Brest (I)            |
| 30.07.2023 | FK Wizebsk (II)             | 1:0      | FK Sluzk (I)                   |
| 05.09.2023 | FK Nywa Dolbizno (II)       | 1:2      | FK Tarpeda-BelAS Schodsina (I) |
| 01.11.2023 | FK Njoman Hrodna (I)        | 1:0      | FK Slawija-Masyr (I)           |
| 07.11.2023 | BATE Baryssau (I)           | 3:1      | FK Astrawez (II)               |

## Viertelfinale
| Datum             |                                | Gesamt          |                             | Hinspiel | Rückspiel |
| ----------------- | ------------------------------ | --------------- | --------------------------- | -------- | --------- |
| 02.03./09.03.2024 | FK Njoman Hrodna (I)           | 4:0             | FK Minsk (I)                | 3:0      | 1:0       |
| 03.03./09.03.2024 | FK Wizebsk (II)                | 3:4             | FK Islatsch (I)             | 1:4      | 2:0       |
| 06.03./10.03.2024 | BATE Baryssau (I)              | 3:3 (4:5 i. E.) | FK Dinamo Minsk (I)         | 0:1      | 3:2 n. V. |
| 06.03./10.03.2024 | FK Tarpeda-BelAS Schodsina (I) | 2:1             | FK Schachzjor Salihorsk (I) | 2:0      | 0:1       |

## Halbfinale
| Datum             |                     | Gesamt |                                | Hinspiel | Rückspiel |
| ----------------- | ------------------- | ------ | ------------------------------ | -------- | --------- |
| 17.04./08.05.2024 | FK Islatsch (I)     | 2:1    | FK Tarpeda-BelAS Schodsina (I) | 1:0      | 1:1 n. V. |
| 17.04./08.05.2024 | FK Dinamo Minsk (I) | 1:2    | FK Njoman Hrodna (I)           | 1:0      | 0:2       |

## Finale
| Paarung          | FK Njoman Hrodna – FK Islatsch |
| Ergebnis         | 2:0 (1:0) |
| Datum            | 25. Mai 2024 |
| Stadion          | Torpedo-Stadion (Schodsina), Schodsina |
| Zuschauer        | 5.714 |
| Schiedsrichter   | Alexei Kulbakow |
| Tore             | 1:0 Jahor Subowitsch (32.), 2:0 Pawel Sawizki (65.) |
| FK Njoman Hrodna | Maksim Bjelou – Andrej Wassiljew, Iwan Sadounitschy, Jegor Parkomenka, Jurij Pantja – Aleg Jeudakimau, Sergei Karpowitsch, Michail Kaslou (88. Ruslan Lisakowitsch), Ilja Kuchartschyk (68. Andrej Jakimau) – Pawel Sawizki (76. Maksim Krauzou), Jahor Subowitsch (81. Alexej Ljegtschylin) Cheftrainer: Ihar Kawalewitsch         |
| FK Islatsch      | Aljaksandr Swirskij – Aleh Werazila, Ilja Kalatschjow , Kirill Radsiwonau (63. Waleryj Senko) – Jauhen Judtschyz (77. Wladislau Schurawlew), Kirill Gomanow, Maksim Kowel, Kanstanzin Kutschynski – Miras Kobejeu, Aljaksandr Schaszjuk (55. Aljaksandr Butko), Iwan Chowalko (46. Daniil Galjata) Cheftrainer: Dsmitryj Kamarouski |
| Gelbe Karten     | keine – Maksim Kowel (59.) |